# Astyanax bimaculatus
Astyanax bimaculatus es una especie de pez de la familia Characidae en el orden de los Characiformes.

## Morfología
Los machos pueden llegar alcanzar los 17,5 cm de longitud total y 91,6 g de peso.

## Reproducción
Se reproduce bien en cautividad.

## Hábitat
Vive en zonas de clima tropical entre 20 °C-28 °C.

## Distribución geográfica
Se encuentra desde Panamá hasta la cuenca del río Amazonas.

## Longevidad
Puede llegar a vivir 18 años.